# Asiato-australieni
Un asiato-australian poate fi definit ca o persoană australiană cu origini asiatice. Nu este nici o definiție generală despre cine este asiato-australian, dar pentru o statistică generală, Oficiul Australian de Statistică în Australian Standard Classification of Cultural and Ethnic Groups (ASCCEG) a grupat câteva grupuri etnice în diferite categorii, inclusiv din nord-estul Asiei, sud-estul Asiei, sudul Asiei și Asia Centrală. 
Un asiato-australian poate fi considerat un rezident australian ce intră în aceste grupuri. La recensământul din 2006, 1 696 568 de rezidenți australieni au declarat că rădăcinile lor se atrag din aceste grupări, separate sau împreunate cu alte rădăcini. Ei reprezintă 6% din totalul populației.

## Demografie

### Populație în principalele orașe
| Zonă metropolitană | Populație asiatică | % din total |
| ------------------ | ------------------ | ----------- |
| Sydney             | 695 484            | 16,9        |
| Melbourne          | 565 056            | 16,18       |
| Perth              | 136 848            | 9.47        |
| Brisbane           | 130 598            | 7,41        |
| Adelaide           | 68 640             | 6,21        |
| Canberra           | 30 113             | 9,32        |
| Darwin             | 10 551             | 9,96        |

### Sydney
Asiato-australieni din Sydney (recensământul din 2006)
| Regiune                    | Populație asiatică | % din total |
| -------------------------- | ------------------ | ----------- |
| Fairfield-Liverpool        | 97 765             | 28,38       |
| Inner Western Sydney       | 87 251             | 28,07       |
| Central Western Sydney     | 84 491             | 27,88       |
| Canterbury-Bankstown       | 68 784             | 22,89       |
| Lower Northern Sydney      | 62 395             | 21,61       |
| Central Northern Sydney    | 80 355             | 19,51       |
| Inner Sydney               | 51 191             | 16,35       |
| St George-Sutherland       | 60 010             | 14,16       |
| North Western Sydney       | 73 806             | 12,76       |
| Eastern Suburbs            | 27 274             | 11,82       |
| Outer South Western Sydney | 21 008             | 9,01        |
| Northern Beaches           | 14 458             | 6,42        |

### Melbourne
Asiato-australieni în Melbourne (recensământul din 2006)
| Regiune                 | Populație asiatică | N% din total |
| ----------------------- | ------------------ | ------------ |
| Box Hill                | 105 361            | 40,04        |
| Melbourne Central       | 90 541             | 31,32        |
| Fitzroy - North Fitzroy | 71 440             | 28,92        |
| Footscray               | 50 314             | 20,03        |
| Burwood                 | 26 395             | 18,67        |
| Camberwell              | 20 035             | 15,25        |
| Inner Melbourne         | 43 111             | 14,33        |
| Springvale              | 22 991             | 14,17        |
| Western Suburbs         | 72 842             | 9,32         |
| Eastern Suburbs         | 64 485             | 8,98         |